# Христафорян, Левон Шмавонович
Христафорян Левон Шмавонович (4 октября 1942, Ереван) — армянский архитектор. Заслуженный архитектор Республики Армения (2010), Лауреат Государственной премии Республики Армения (2009). Член Союза Архитекторов Армении с 1978 года.
Родился 4 октября 1942 года в Ереване. В 1968 г. окончил ЕрПИ. В 1968-1990 гг. работал в архитектурной мастерской #1 института Армгоспроект. 1975-1978 гг. совместно с Рубеном Асратяном спроектировал аэропорты в Ленинакане и Ереване которые стали одними из лучших авангардных сооружений своего времени. В 1990-1993 гг. был главным архитектором проектного кооператива "Вега". В 1993-1999 гг. был руководителем архитектурной мастерской Проектного Бюро Министерства здравоохранения РА. С 1999 года является руководителем архитектурной мастерской в ОАО "Армпроект".

## Основные работы
- Телецентр в г. Чита
- Школа высшего спортивного мастерства в Ереване
- Автодорожный техникум в Абовяне
- Аэропорт "Ширак" в Гюмри
- Аэропорт "Эребуни" в Ереване
- Районная инспекция госстраха в Талине
- Поликлиника в Веди
- Клуб в совхозе Ангехакот
- Роддом в Горисе
- Министерство обороны РА в Ереване
- Третий корпус ЦБ РА в Ереване
- Учебно-исследовательский центр ЦБ РА в Дилижане
- Жилые дома в Спитаке, Кировакане, Степанаване, Дилижане
- Дом отдыха в Дилижане
- Проект застройки центрального района г. Доха, Катар
- Проекты муз. школ Раздана и Кировакана, лагерей в Цахкадзоре и Дилижане, жилых домов, теннисного клуба, спортивно-гостиничного комплекса "Мусалер"

## Награды и премии
- Заслуженный архитектор Республики Армения (2010) [1] [2]
- Государственная премия РА по архитектуре (2009) [3] [4] [5] [6] [7] [8]
- Победитель в номинации "Лучший архитектор года" (2006, Ереван)
- Диплом Всемирного биеннале по архитектуре (1987, София, Болгария)
- Лауреат Всесоюзного смотра "Лучшая постройка года" (1984, Москва)
- Диплом Республиканского смотра по архитектуре (1981, Ереван)
- Лауреат Всесоюзного смотра творчества молодых архитекторов (1977, Москва)
- Лауреат Международного смотра студенческих работ по архитектуре (1968, Прага, Чехословакия)

## Галерея

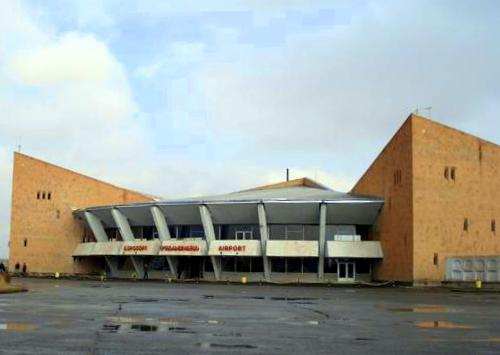
Аэропорт "Ширак" в Гюмри
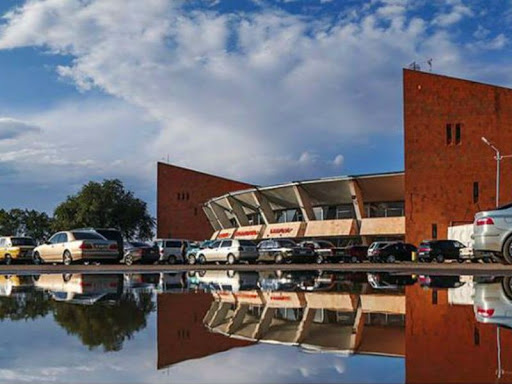
Аэропорт "Ширак" в Гюмри
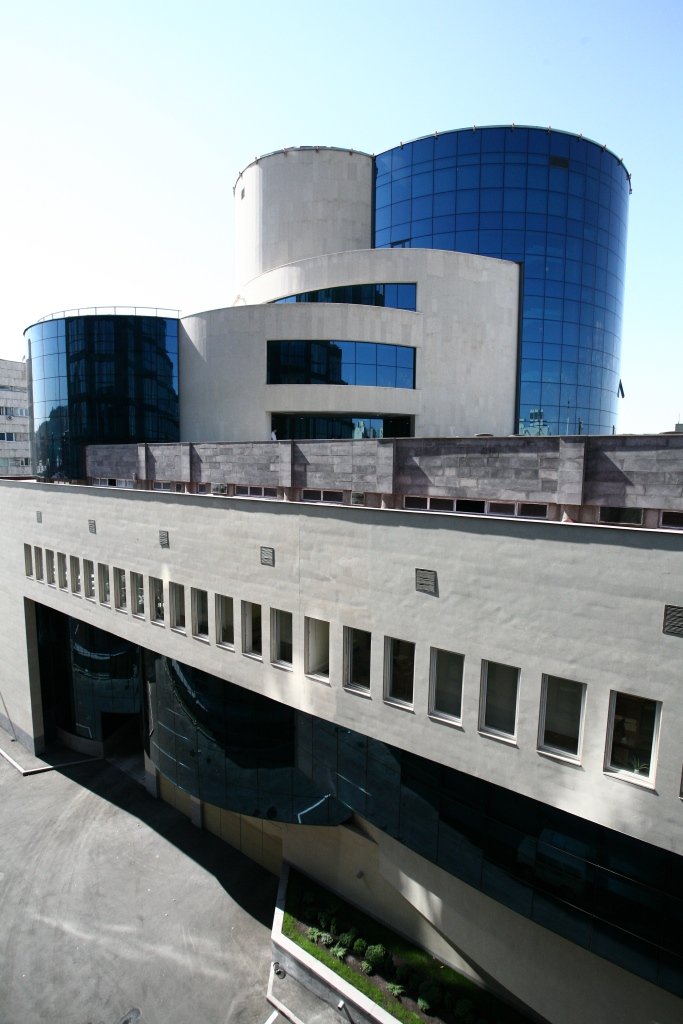
Третий корпус ЦБ РА в Ереване
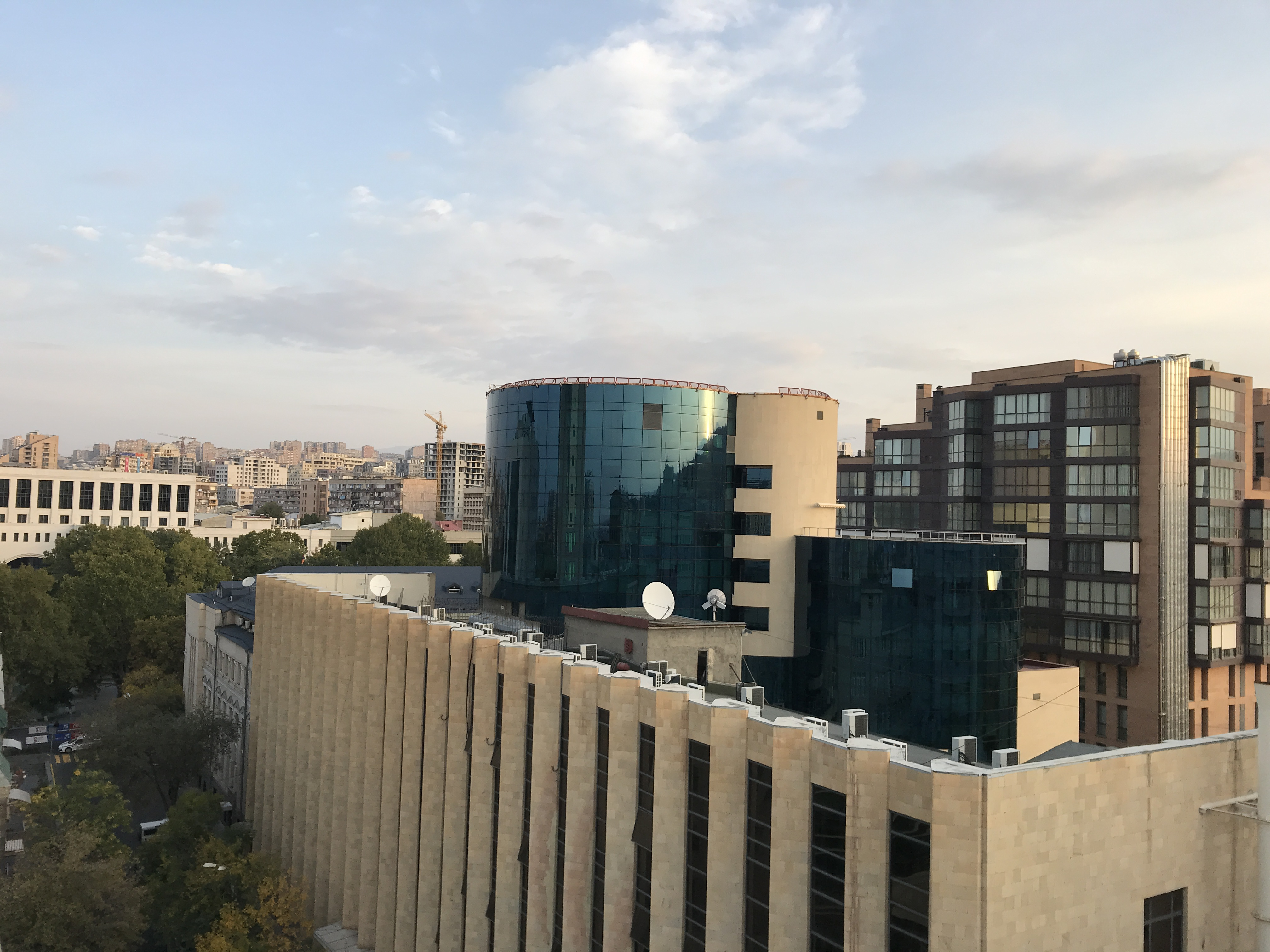
Третий корпус ЦБ РА в Ереване
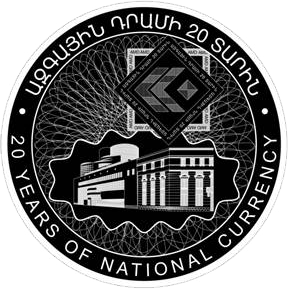
Здание третьего корпуса ЦБ РА изображенное на реверсе памятной монеты ЦБ Армении 2013 года "20 лет национальной валюте"
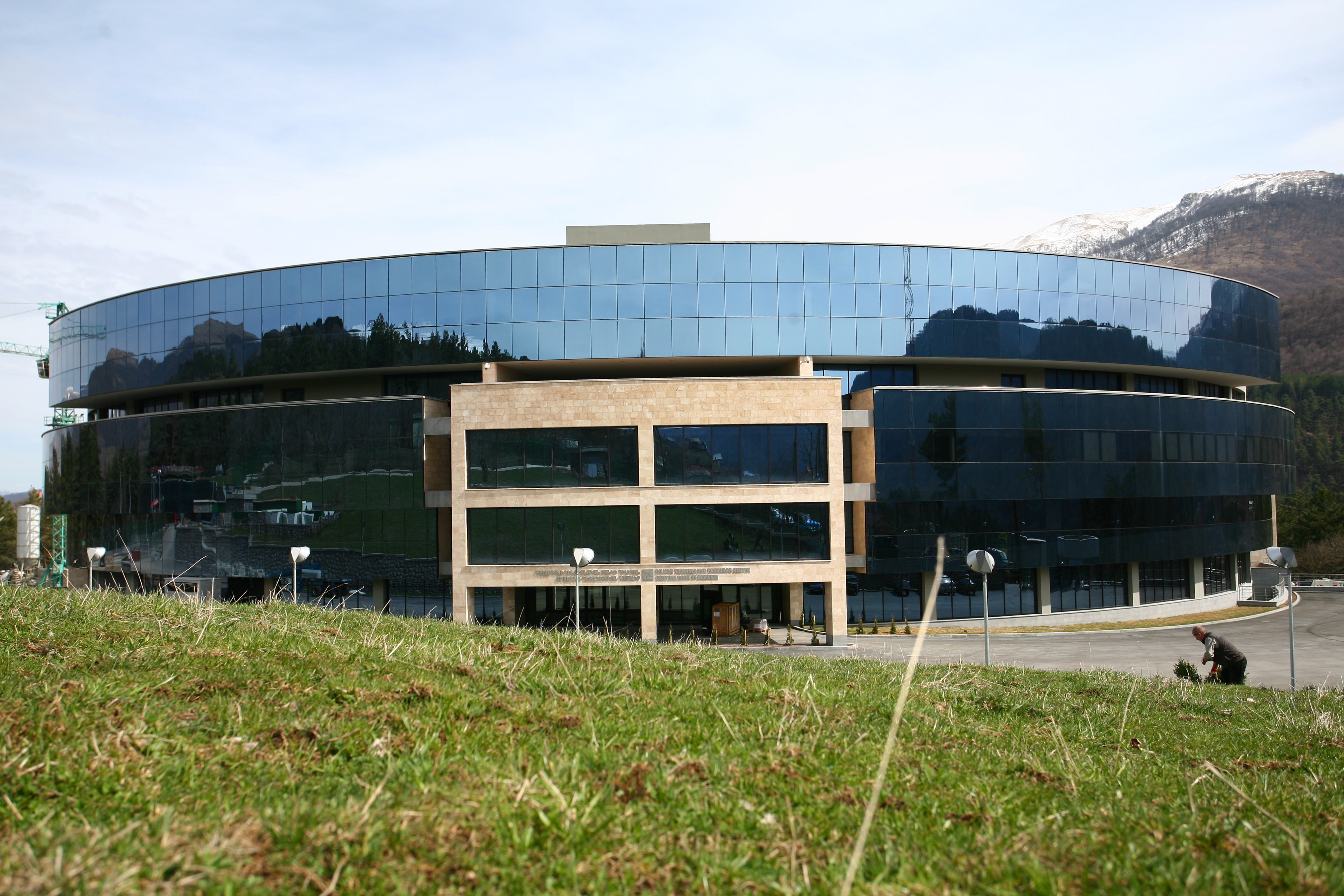
Учебно-исследовательский центр ЦБ РА в Дилижане
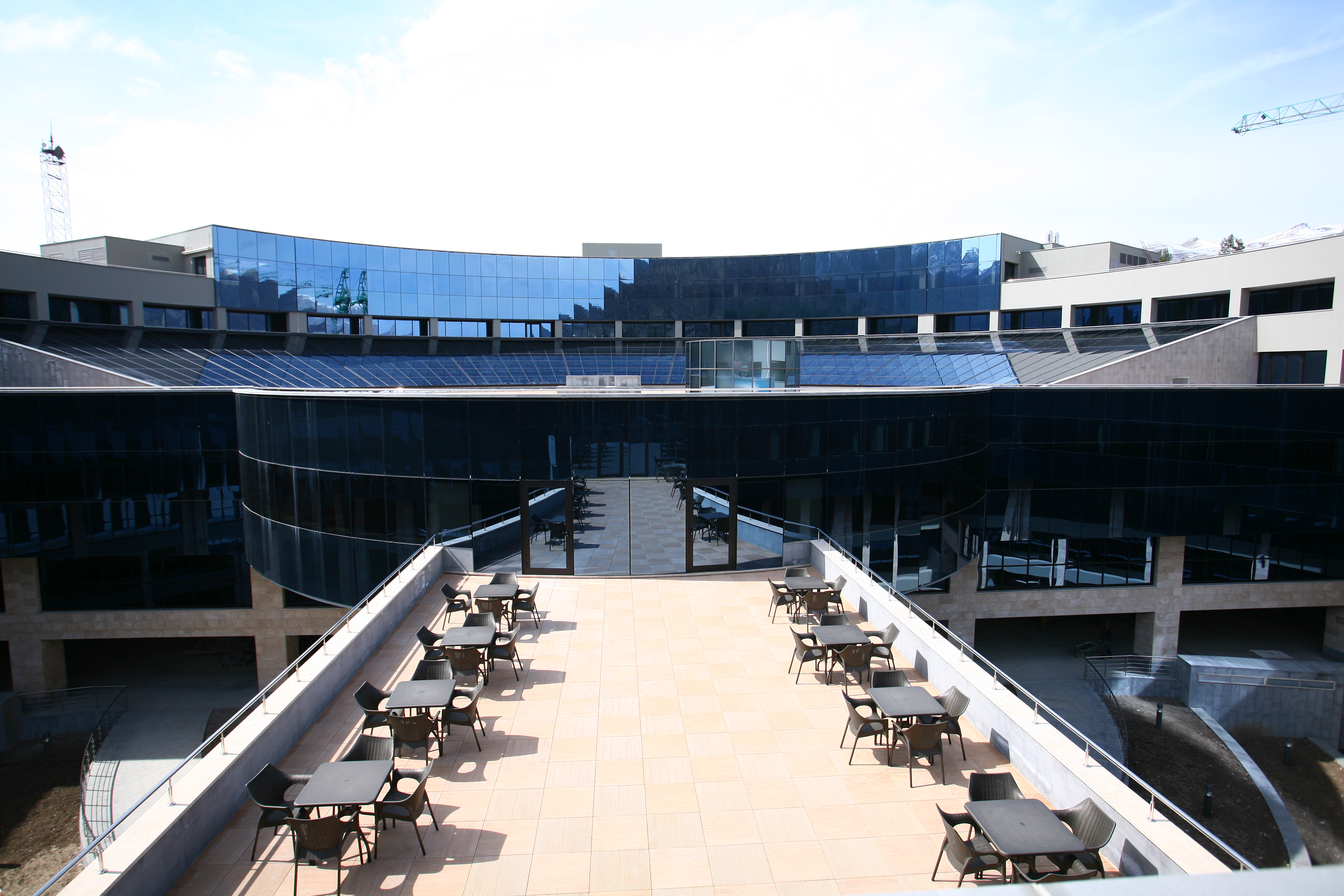
Учебно-исследовательский центр ЦБ РА в Дилижане
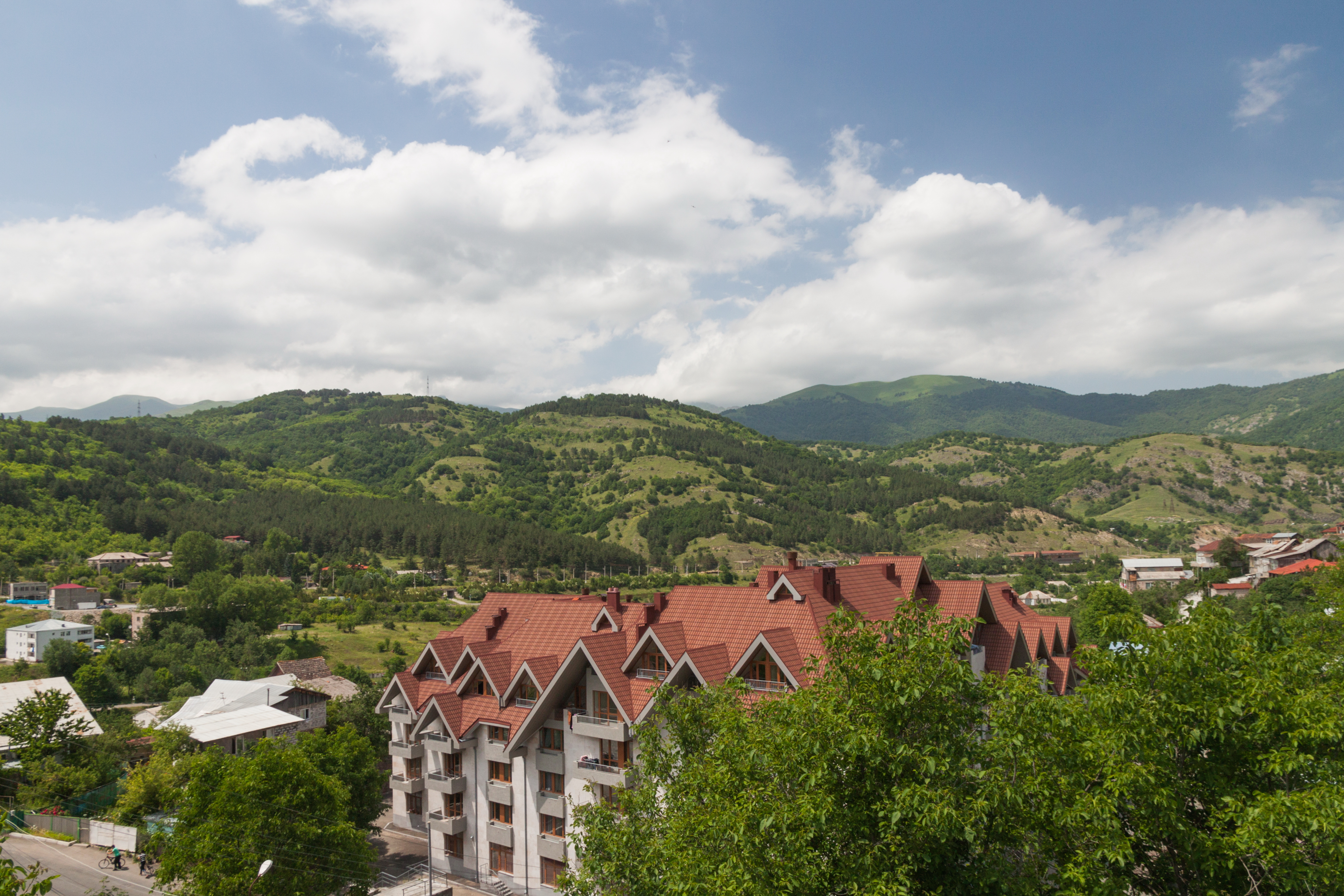
Жилое здание в Дилижане
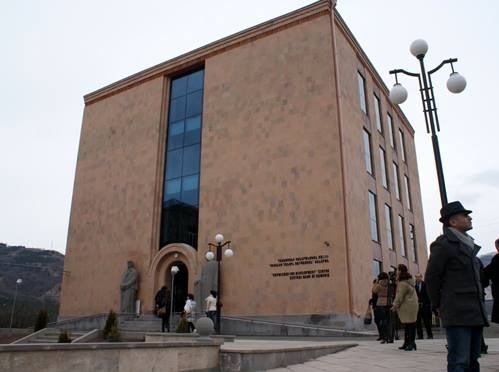
Реконструированное здание библиотеки в Дилижане